# Władysław Zalewski (konstruktor)
Władysław Zalewski (ur. 28 stycznia 1892 w Warszawie, zm. 25 listopada 1977 w Londynie) – inżynier mechanik, konstruktor samolotów i silników lotniczych. W latach 1908–1913 skonstruował samolot dwupłatowy WZ I.

## Życiorys
Absolwent Szkoły Mechaniczno-Technicznej Wawelberga i Rotwanda w Warszawie. W odróżnieniu od wielu ówczesnych konstruktorów był doskonałym matematykiem. W doborze materiałów nie stosował żadnego, bez wcześniejszego sprawdzenia jego właściwości.
W roku 1908 zbudował dwa jednopłatowe modele latające. Rok później, będąc jeszcze studentem, przystąpił do opracowania swego pierwszego samolotu WZ-1. Dwupłatowa maszyna swoim układem przypominała Farmana III, lecz o znacznie mniejszych wymiarach.
Do samolotu tego Zalewski zaprojektował własny silnik. Dwucylindrowy dwusuwowy silnik rotacyjny o mocy 20 KM. Z uwagi na brak środków finansowych musiał przerwać dalsze prace nad jednostką.
W 1911 Zalewski wraz z bratem Bronisławem przystąpił do opracowania jednopłatowego szybowca WZ-II, jego budowę ukończyli rok później. Próby wzlotów szybowca wykonano na łąkach Milanówka.
Z początkiem I wojny światowej Zalewski był ochotnikiem-szeregowcem w 2 Pułku Lotniczym wojsk rosyjskich. Tam przy współpracy rosyjskiego inżyniera Władimira F. Sawielewa zaprojektował dwa czteropłatowe samoloty, które otrzymały one oznaczenia Sawielew-Zalewski S.-Z.-1 i S.Z.-2. Później Zalewski oznaczył go W.Z.III. Prototypy zbudowano w Smoleńsku i wykorzystano na froncie.
W 1916 zaprojektował samolot czteropłatowy oznaczony później WZ-V.
Zalewski opracował w 1917 projekt olbrzymiego bombowca wyposażonego w cztery silniki Sunbeam „Arab” po 215 KM każdy. Był to także czteropłat oznaczony później jako W.Z.-VI. Prace nad tymi samolotami były rozpoczęte na Centralnym Lotnisku Doświadczalnym w Chersoniu nad Morzem Czarnym, zostały jednak przerwane z powodu wybuchu rewolucji październikowej.
Natychmiast po zakończeniu wojny Zalewski powrócił do Polski i rozpoczął pracę nad projektem skrzydłowca (ornitoptera) W.Z.-VII. oraz prace teoretyczne nad zasadami lotu wiropłatów (wiatrakowców). Teoria lotu wiatrakowców (autożyra), całkowicie opracowana w latach 1918–1922, została opublikowana w jednym z czasopism lotniczych wychodzących w Poznaniu. Studium konstrukcyjne skrzydłowca W.Z.-VII przygotowane było całkowicie, ale brak funduszów uniemożliwił jego wykonanie. Była to niewątpliwie jedna z najciekawszych prac Zalewskiego.
Niezależnie od tych prac Zalewski zaprojektował w 1919 dwumiejscowy dwupłat liniowy (samolot rozpoznawczo-bombardujący) nazwany W.Z.-VIII „De-Że-Pe”. Został zamówiony przez Departament Żeglugi Powietrznej Ministerstwa Spraw Wojskowych. Była to pierwsza polska konstrukcja lotnicza po I wojnie światowej. Był on budowany przez Centralne Warsztaty Lotnicze w Warszawie. Budowa tego samolotu została przerwana w 1920 w związku z wojną polsko-sowiecką.
W połowie 1923 nowo utworzona Wielkopolska Wytwórnia „Samolot” w Poznaniu, chcąc podjąć budowę samolotu W.Z.-VIII, zatrudniła Zalewskiego jako konstruktora, lecz choroba uniemożliwiła mu objęcie tego stanowiska. W tym samym roku Wojskowa Centrala Badań Lotniczych w Warszawie przedstawiła Zalewskiemu propozycję ponownego przystąpienia do budowy samolotu WZ-VIII, uznał on jednak za konieczne przeprojektowanie samolotu.
W tym samym czasie zorganizował w WCBL jedno z pierwszych w Polsce lotniczych biur konstrukcyjnych, w którego pracach brali udział późniejsi znani konstruktorzy lotniczy, m.in. Szczepan Grzeszczyk, Jerzy Dąbrowski, Jerzy Drzewiecki i Antoni Uszacki. Dwupłatowy samolot WZ-X został oblatany w sierpniu 1926 na Polu Mokotowskim (powstało 5 maszyn). Była to pierwsza całkowicie polska konstrukcja samolotu bojowego w niepodległej Polsce.
W 1928 Franciszek Żwirko i Edward Peterek wzięli na nim udział w Locie Małej Ententy i Polski. Ze względu na duże zakupy w tamtym okresie samolotów zagranicznych WZ-X nie wszedł do produkcji seryjnej. Zalewski zajmował się także pracami nad trójsilnikowym ciężkim bombowcem. Jego jednopłat metalowy WZ- IX zdobył pierwszą nagrodę w konkursie ogłoszonym w 1925 przez Departament Żeglugi Powietrznej. Samolot jednak nie został zbudowany.
W 1921 Zalewski zaprojektował jednomiejscowy samolot sportowy WZ-XI „Kogutek”. Do budowy płatowca konstruktor wykorzystał części elementów z maszyny WZ-1. Konstruktor postanowił w tym samolocie skupić się na możliwie małej masie samolotu, krótkiej drodze startu i lądowania, kosztem prędkości maksymalnej. Sama budowa samolotu oraz 5-cylindrowy silnik gwiazdowy do tego płatowca o nazwie WZ-18 była wykonywana w jego przydomowym warsztacie w Milanówku niedaleko Warszawy. Na jesieni 1927 samolot był gotowy. WZ-XI „Kogutek” z silnikiem WZ-18 był pierwszym polskim samolotem napędzanym silnikiem polskiej konstrukcji. Płatowiec ten został oblatany 9 października 1927 przez pilota Zbigniewa Babińskiego, podczas lotu z Milanówka do Warszawy z zamiarem uczestnictwa w I Krajowym Konkursie Awionetek na lotnisku mokotowskim. Samolot spóźnił się jednak na start i wziął udział w zawodach poza konkursem. W 1928 Zbigniew Babiński wziął udział na Kogutku w II Krajowym Konkursie Awionetek w Warszawie.
W 1930 dla potrzeb Polskich Linii Lotniczych Zalewski zaprojektował metalowe narty do samolotów pasażerskich Fokker F-VII. W1927 w wytwórni Maszyn Precyzyjnych „Avia” w Warszawie zbudował 7-cylindrowy silnik gwiazdowy Avia WZ-7, który był testowany na samolocie PZL-5 (wykonano 3 sztuki silników). Jeden z nich został użyty do drugiego prototypu samolotu Bartel BM-4d w wytwórni lotniczej „Samolot”.
W latach 1928–1929, pracując w Państwowych Zakładach Lotniczych, zaprojektował czterosilnikowy samolot bombowy PZL.3, który miał silniki umieszczone nad skrzydłami. Projekt ten nie został zrealizowany, głównie ze względu na zbyt wysokie koszty. Część założeń projektu wykorzystano w pracach nad PZL.37 Łoś. Taką koncepcję umieszczenia silników wykorzystali Francuzi przy budowie samolotu Potez 41 w 1933 roku.
W 1930 w „Avii” zbudowano według konstrukcji Zalewskiego prototyp 5-cylindrowego silnika gwiazdowego Avia WZ-100 oraz 5-cylindrowy silnik gwiazdowy Avia WZ-40. Silniki te jednak nie zostały wykorzystane w samolotach.
W 1934 razem z inżynierem J. Falkiewiczem zbudował w firmie „Aeromotor” 2-cylindrowy silnik lotniczy ZF „Bobo” o mocy 10 KM z myślą o zastosowaniu go do napędu motoszybowców lub motocykli.
W 1937 w swoim przydomowym warsztacie w Milanówku zaprojektował i zbudował jednomiejscowy samolot WZ-XII „Kogutek II” przeznaczony do własnego użytku.
W 1939 znalazł się pod okupacją sowiecką. Po podpisaniu umowy Sikorski-Majski przedostał się do Anglii, gdzie otworzył warsztat mechaniczny, w którym projektował jachty oraz silniki do nich. Opatentował wiatrakowy napęd jachtów wielokadłubowych i zbudował prototyp takiego jachtu. Publikował też artykuły w czasopiśmie „Aircraft Engineering”.
Inżynier Władysław Zalewski był pierwszym polskim konstruktorem samolotów i silników, którego konstrukcje były w pełni udane. Poza płatowcami i silnikami wykonał też wiele śmigieł lotniczych.
Zmarł 25 listopada 1977 w Londynie i tam został pochowany.

## Ordery i odznaczenia
- Srebrny Krzyż Zasługi (10 sierpnia 1929)[14]
- Złota Odznaka Honorowa Ligi Obrony Powietrznej i Przeciwgazowej I stopnia